# Marek Bečka
Marek Bečka (* 24. června 1964 Plzeň) je český loutkoherec, režisér, manažer a mluvčí divadelního souboru Buchty a loutky. Od roku 2014 je proděkanem Divadelní fakulty AMU pro mezinárodní záležitosti.

## Životopis
Narodil se v Plzni rodičům, kteří byli amatérskými loutkáři a hráli v Umělecké výchově. Už během studií na gymnáziu v Rokycanech začal recitovat a navštěvoval také dramatický kroužek Aleny Dvořákové v Naivně poetickém divadle v Plzni. S dramatickým kroužkem jezdil na Wolkrův Prostějov, kde viděl HaDivadlo. Právě jejich inscenace se pro něj stala natolik inspirativní, že se po dokončení gymnázia v Rokycanech přihlásil na loutkářskou katedru na DAMU. Nebyl však přijat, a tak musel jít na dva roky na vojnu. Než nastoupil na vojnu, pracoval jako vychovatel nebo byl zaměstnán v laboratořích na Barrandově, kde kontroloval kopie filmů, které šly do kin. Na vojně se seznámil s Vlado Štancelem, se kterým se po vojně znovu pokusil přihlásit na DAMU, a oba byli přijati do stejného ročníku.
Studoval v letech 1986 až 1990 a během studia si hraní s loutkami ještě více oblíbil. Ve třetím ročníku nastoupil do Divadla DRAK, kde potřebovali záskok do inscenace Strakonického dudáka. V tomto divadle ale zůstal krátce. Během studií na DAMU zažil sametovou revoluci, do které se i zapojil. Jelikož byl na vojně, stal se členem ochranky, která stála u zamčené mříže a čekala, jestli přijdou milicionáři. Následně v Obecním domě reprezentoval studenty a společně s Rudolfem Hrušínským, jenž zde byl za herce, a Václavem Neumannem, zástupcem muzikantů, měl projev. Po absolutoriu působil na volné noze. S Vladem Štancelem hráli pohádku Peklem s čertem, hráli pouliční loutkové divadlo v Amsterodamu, spoluzakládal také Divadelní spolek Kašpar.
V roce 1991 dostal od Františka Hromady nabídku vytvořit loutkářskou skupinu při Západočeském divadle v Chebu, a tak založil se svými spolužáky z katedry soubor Buchty a loutky. Před odchodem do Chebu si vyzkoušeli spolupráci, a tak nastudovali několik výstupů na Divadelní pouti na Střeleckém ostrově v Praze. První inscenací v Chebu byly Císařovy nové šaty, po nichž následovaly další čtyři inscenace především pro děti. Výrazným počinem bylo pro ně bylo, když v roce 1992 uspěli na festivalu Skupova Plzeň. Vytvořili inscenaci Tajemný cizinec, což byla hra pro mládež a dospělé s mohutnou scénou a řezbovanými loutkami za doprovodu rockových muzikantů. Po dvou a půl letech přešli do Kulturního domu Mlejn v Praze, odkud se v roce 2002 usadili do prostoru Švandova divadla na Smíchově. 
V souboru dělá mluvčího a hraje. Zahrál si například v inscenacích Příběh ??? člověka, Pes baskervillský, Calisto, Tibet – tajemství červené krabičky, Psycho Reloaded, Moucha Reloaded a Čelisti Reloaded, Rocky IX., Don Šajn nebo Hrůza v Brně. Svou schopnost improvizace a spontánní komunikace s diváky využil například v sólovém projektu Zchudlý loutkář, kdy s loutkami improvizuje na témata získaná od diváků. Od počátku chtěl, aby se v souboru hrálo nejen pro děti, ale i pro dospělé a poukazovalo na různá témata. Mimo jiné zrežíroval například inscenace Žabák Valentýn, Artuš neboli Artuš, Čarodějnice, Cesta na Sibiř nebo Norská pohádka. Za svou hereckou a režijní práci byl oceněn na festivalech Skupova Plzeň a Mateřinka Liberec.
Jako nezávislý režisér zinscenoval hry i pro ostatní divadla, a to pro Studio Ypsilon, Divadlo Minor, Divadlo Lampion Kladno a v divadlech v Lublani a Mariboru, kde získal několik ocenění.
Od roku 1997 začal vyučovat na katedře alternativního a loutkového divadla Divadelní fakultě AMU, kde roku 2001 nastoupil a vyučuje i zahraniční studenty. V roce 2006 habilitoval a od roku 2015 zde vykonává funkci proděkana pro mezinárodní záležitosti. Kromě toho vedl i kurzy jak v Česku, tak i v zahraničí, a to například v Hongkongu a Nizozemsku. Patří k zakladatelům loutkářského oddělení na Vyšší odborné škole herecké v Michli.
Kromě získaných ocenění na festivalech obdržel i řadu dalších. V roce 2013 získal Cenu Českého střediska ASSITEJ. V roce 2024 obdržel společně s Vítem Bruknerem a Radkem Beranem cenu Thálie v oboru loutkové divadlo za kolektivní herecký výkon v inscenaci Postradatelní s souboru Buchty a loutky.